# Combava
A Combava (nome científico Citrus hystrix, DC.) é um fruto do gênero Citrus, cuja origem não foi ainda determinada com certeza. Alguns o consideram um híbrido da Cidra com o limão galego, outros defendem a ideia de que seria uma mutação espontânea do limão galego.

## Origem e denominação
A combava é originária do Sudeste asiático e é cultivada na Tailândia, no Vietnam, no Laos e no Camboja. É também comum na Indonésia e na Malásia, e nas ilhas de Reunião e Madagascar.
Sua denominação latina evidencia grande quantidade de espinhos que a planta possui, dado que hystrix significa espinho.

## Morfologia

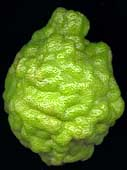
Combava

A combava é um arbusto muito espinhoso. Distingue-se das demais cítricos pelas folhas com um comprimento de até 12 centímetros, fendidas por uma constrição central que lhes dá uma aspecto de folhas duplas. As flores são fortemente aromáticas.

## Usos
A extrema acidez do suco da combava não permite a ingestão do fruto fresco, mas é crescente a sua utilização com ingrediente picante de molhos ou bebidas. Mais apreciadas ainda são as suas folhas utilizadas em saladas e para compor o aroma sutil da culinária do sudeste asiático.